# مونیکا (هنرپیشه)
مونیکا (انگلیسی: Monica؛ زادهٔ ۲۵ اوت ۱۹۸۷) یک هنرپیشه اهل هند است.
او در فیلم لیلاواتی، همسر پاکدامن، فوریت پلیس ۱۰۰، باندا پاراماسیوام و ۱۲بی بازی کرده است.